# Сексбірюм
Сексбірюм (нід. Sexbierum, нід. вимова: [ˌsɛksˈbiː.rʏm]) — село в нідерландській провінції Фрисландія, на узбережжі Ватового моря. Входить до муніципалітету Вадхуке.
Його площа становить 10,83км², а населення станом на 2021 рік складало 1 705 осіб.
Перша згадка про населений пункт датується 13-им сторіччям.

## Галерея

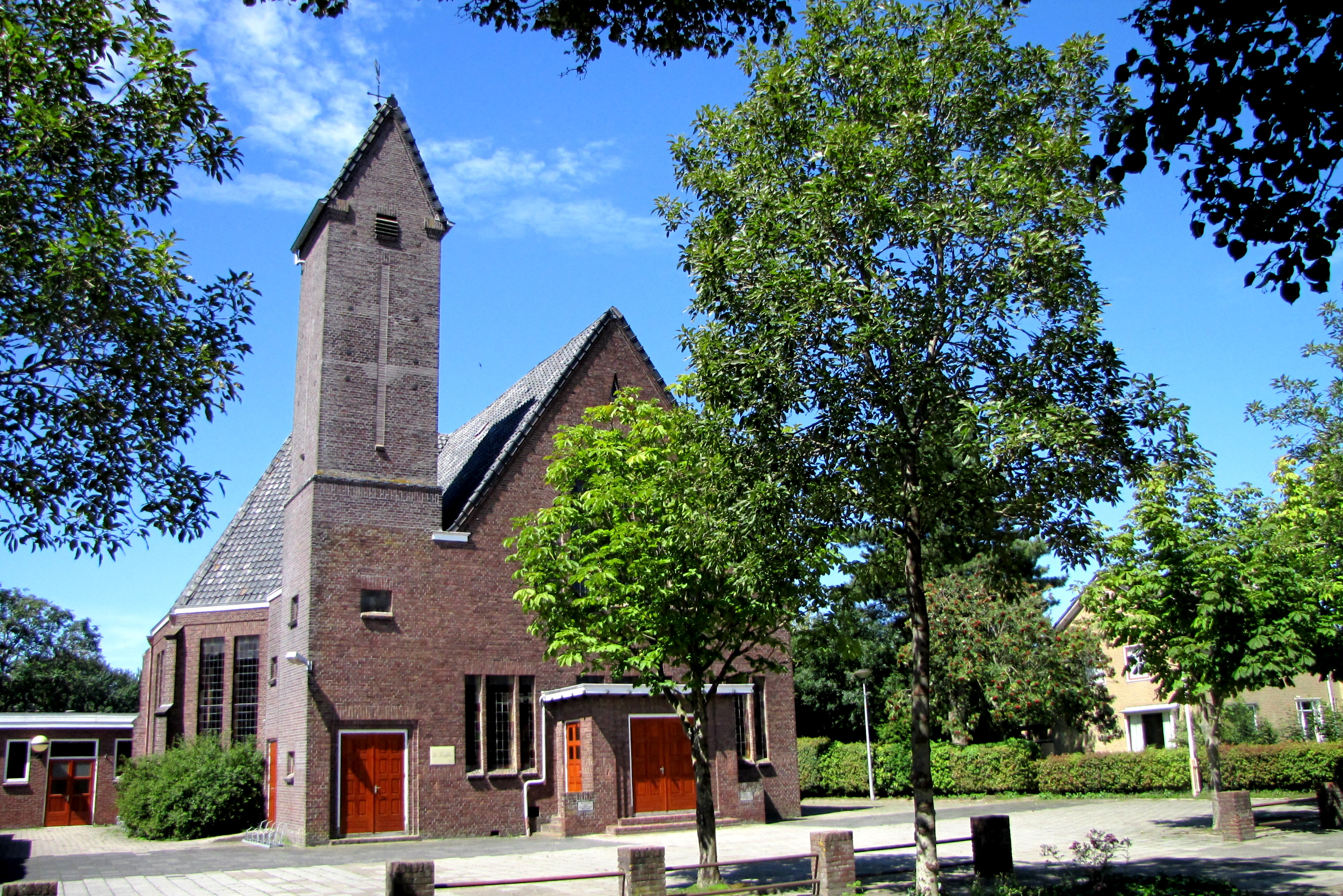
Реформистська церква
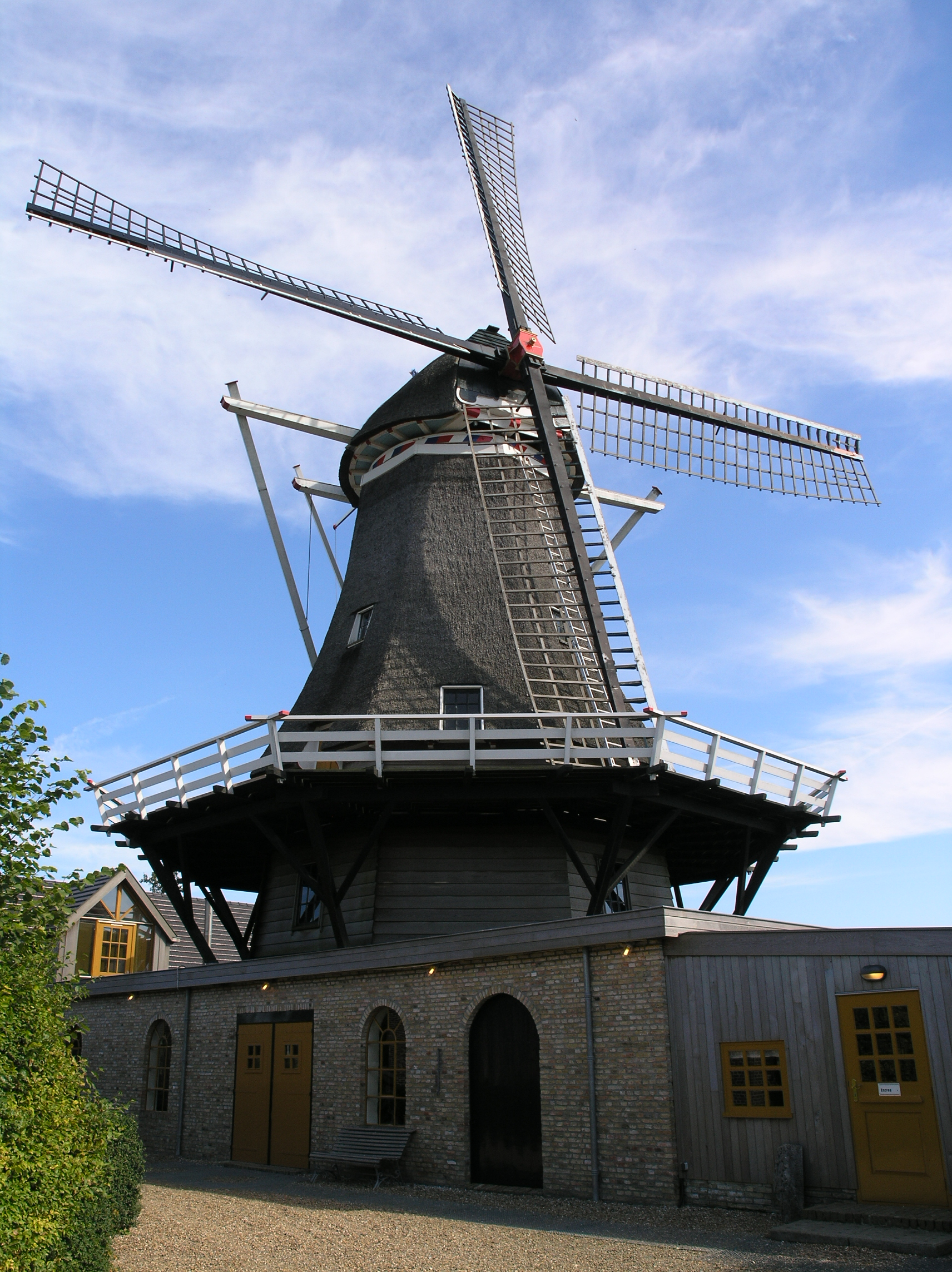
Вітряк De Korenaar
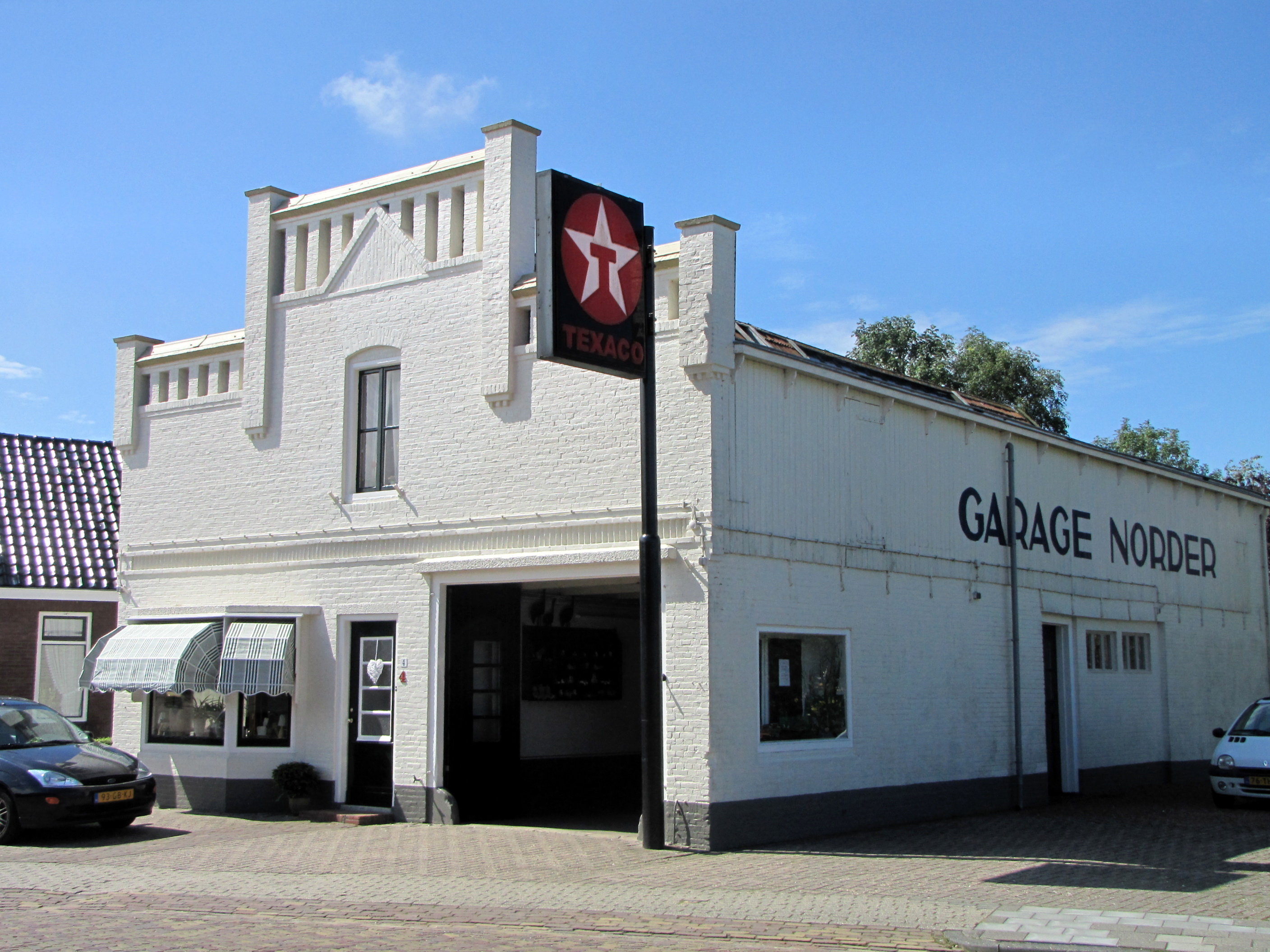
СТО у селі
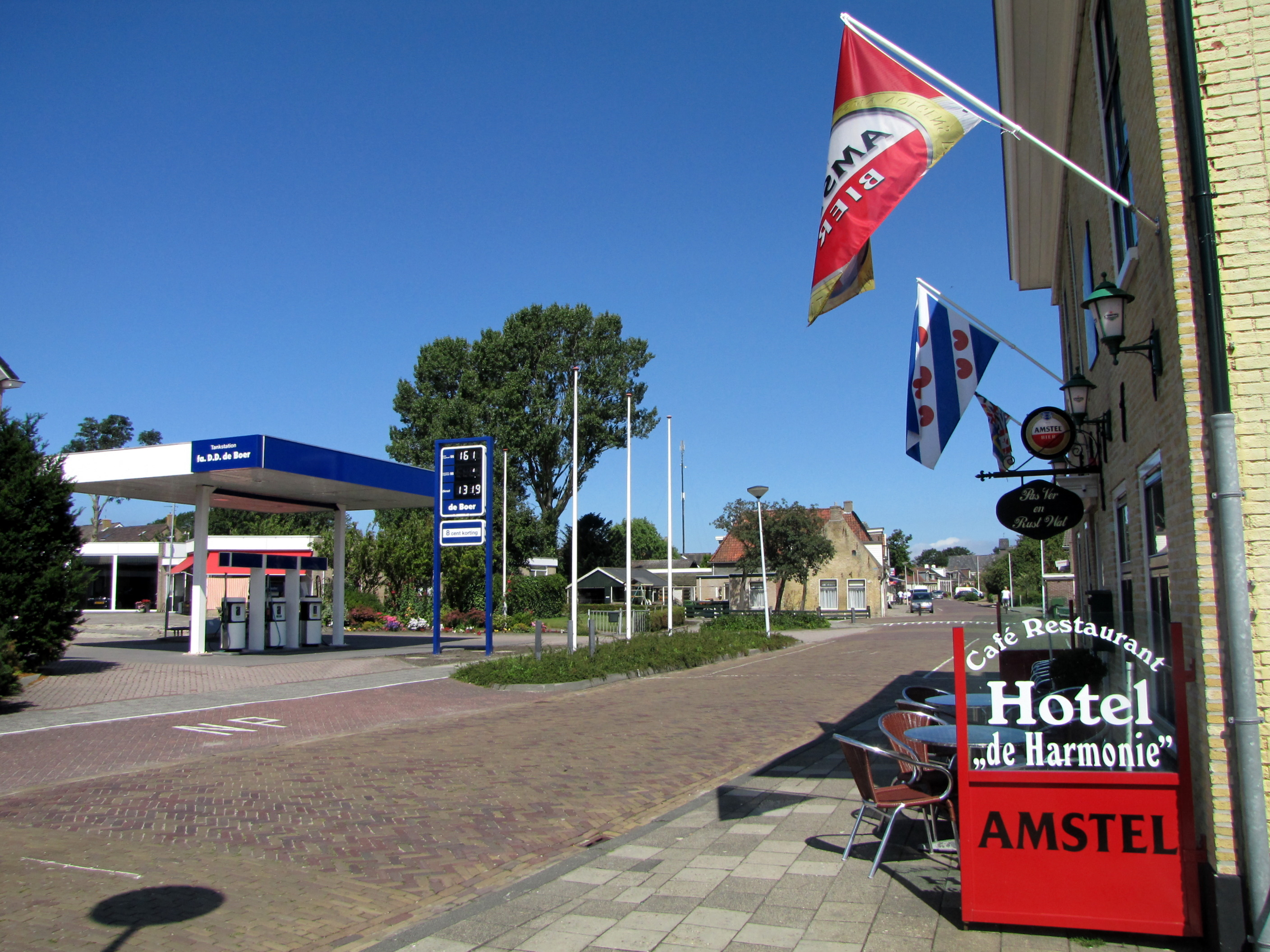
Вулична панорама
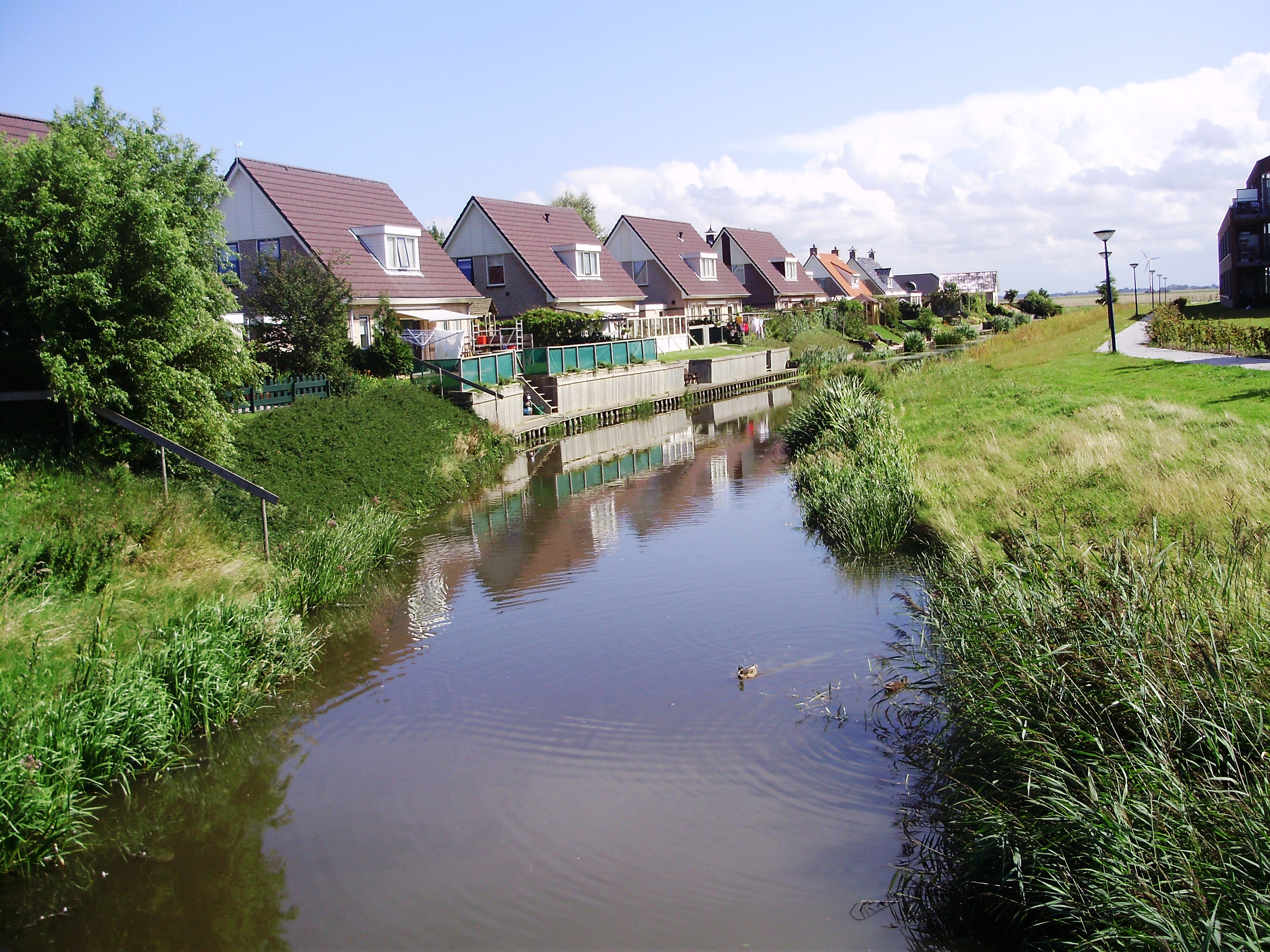
Вид на канал